# Melanocamenta variipennis
Melanocamenta variipennis är en skalbaggsart som beskrevs av Moser 1924. Melanocamenta variipennis ingår i släktet Melanocamenta och familjen Melolonthidae. Inga underarter finns listade i Catalogue of Life.